# Altoros
Altoros Systems (Альторос) — це компанія з розробки програмного забезпечення, яка надає послуги для платформи Cloud Finalry. Працює з відкритим вихідним кодом за регулюванням Linux Foundation.
Штаб-квартира Altoros знаходиться в Кремнієвій долині, компанія має офіси в США, Норвегії, Данії, Великій Британії, Фінляндії, Швеції, Аргентині та Білорусі.

## Історія
Altoros була заснована у 2001 році як компанія з розробки програмного забезпечення на аутсорсингу. Потім було створено технологію платформа як послуга та DevOps.
У 2007 році компанія заснувала Belarus Java User Group, яка об'єднує понад 500 розробників Java в Білорусі. З 2008 року Альторос організовує конференції та інші заходи для ІТ-фахівців у Білорусі.
У липні 2008 року Альторос стала резидентом Білоруського парку високих технологій, бізнес-середовища для ІТ-компаній у Східній Європі.
У 2010 році компанія стала співзасновником групи Ruby on Rails у Білорусі.
11 жовтня 2011 року Альторос стала організатором першого CloudCamp у Данії. 7 квітня 2012 року у Мінську відбувся перший CloudCamp у Східній Європі.
23 червня 2020 року компанія презентувала Temperature Screener, препарат, який допоможе запобігти поширенню COVID-19. Працює за принципом штучного інтелекту, виявляє людей з підвищеною температурою тіла, яка є головним симптомом вірусу SARS-COV-2.